# أسرار فيفا القذرة (برنامج)
أسرار فيفا القذرة (بالإنجليزية: FIFA's Dirty Secrets)‏ هو عنوانُ إحدى حلقات المسلسل الوثائقي البانورامي الذي بثته قناة بي بي سي في 29 تشرين الثاني/نوفمبر 2010.

## ملخص
شهد البرنامج الذي استمرَّ نصف ساعة قيام الصحفي الاستقصائي أندرو جينينغز بالتحقيقِ في مزاعم الفساد مع الاتحاد الدولي لكرة القدم (الفيفا) وهي الهيئة المنظمة والمسيّرة لكرة القدم في العالم. زعمَ البرنامج أن ثلاثة أعضاء من اللجنة التنفيذية للفيفا تلقوا رشاوى من شركة إنترناشيونال سبورتس آند ليجر (بالإنجليزية: International Sports and Leisure, a)‏ الشريك التسويقي لفيفا. الرجال الثلاثة هم نيكولا ليوز و‌عيسى حياتو و‌ريكاردو تيكسيرا وبحسبَ ما ورد فالثلاثة متورّطون مع شركة تسويق رياضية مسؤولة عن حقوق البث وأخذوا أموالًا منها. زعم جينينغز كذلك أن مسؤولًا رابعًا متورطًا في بيعِ التذاكر. لم يُحقّق الفيفا برئاسة قبل جوزيف بلاتر – المتورّط هو الآخر في قضايا فساد – في هاتين المسألتين بشكل مباشر أو علَني، كما كشفَ البرنامج سلسلةً من الادعاءات حول عملية تقديم العطاءات لاستضافة كأس العالم لكرة القدم.
نفَى عيسى حياتو نائب رئيس الفيفا جميع الاتهامات بالتورّط في كل هذه القضايا، وادعى أن الأموال دُفعت في الواقع إلى الاتحاد الإفريقي لكرة القدم (كاف)، وهدَّد بمقاضاة هيئة الإذاعة البريطانية (بي بي سي) لإنتاجها هذا الفيلم الوثائقي. بُثَّ هذا الفيلم أو البرنامَج قبل ثلاثة أيامٍ فقط من إعلان نتيجة عملية تقديم العطاءات لكأس العالم لكرة القدم 2018 و‌2022. وأثارَ مخاوف بعض البريطانيين أن يُؤدّي هذا التحقيقُ إلى «إفساد فرص إنجلترا في استضافة البطولة»، حيث اتهم البعض هيئة الإذاعة البريطانية بأنها غير وطنية ومع ذلك فقد دافعت بي بي سي عن كلّ هذه الادعاءات وغيرها. فازت روسيا في نهاية المطاف بحق استضافة كأس العالم لكرة القدم عام 2018. حيث فازت قطر في بطولة 2022. تم طرح مسألة ما إذا كان الفيلم الوثائقي عاملاً حاسمًا في خسارة إنجلترا للمسابقة بعد إعلان النتيجة. جديرٌ بالذكرِ هنا أنَّ البرنامج قد تلقَّى 51 شكوى من عمومِ المشاهدين بعد عرضه وعرضِ ما جاء فيه.